# دهستان لنه-نیگولا (۲۰۱۷-۲۰۱۳)
دهستان لنه-نیگولا (به لاتین: Lääne-Nigula Parish) یک منطقهٔ مسکونی در استونی بود که در شهرستان لنه واقع شده‌بود.

## خصوصیات
دهستان لنه-نیگولا ۵۰۷ کیلومترمربع مساحت و ۳٬۸۶۱ نفر جمعیت دارد.

## نگارخانه

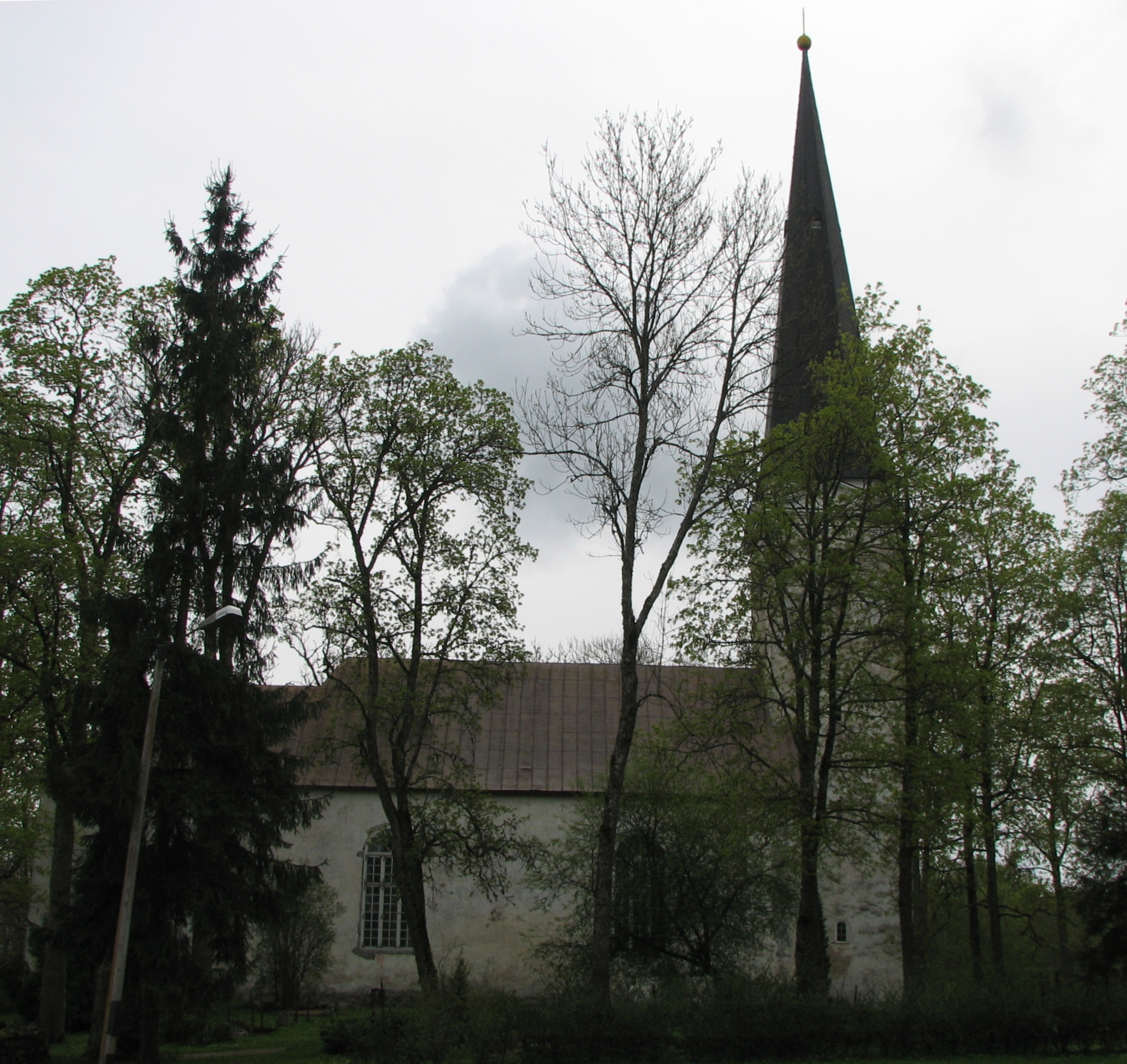
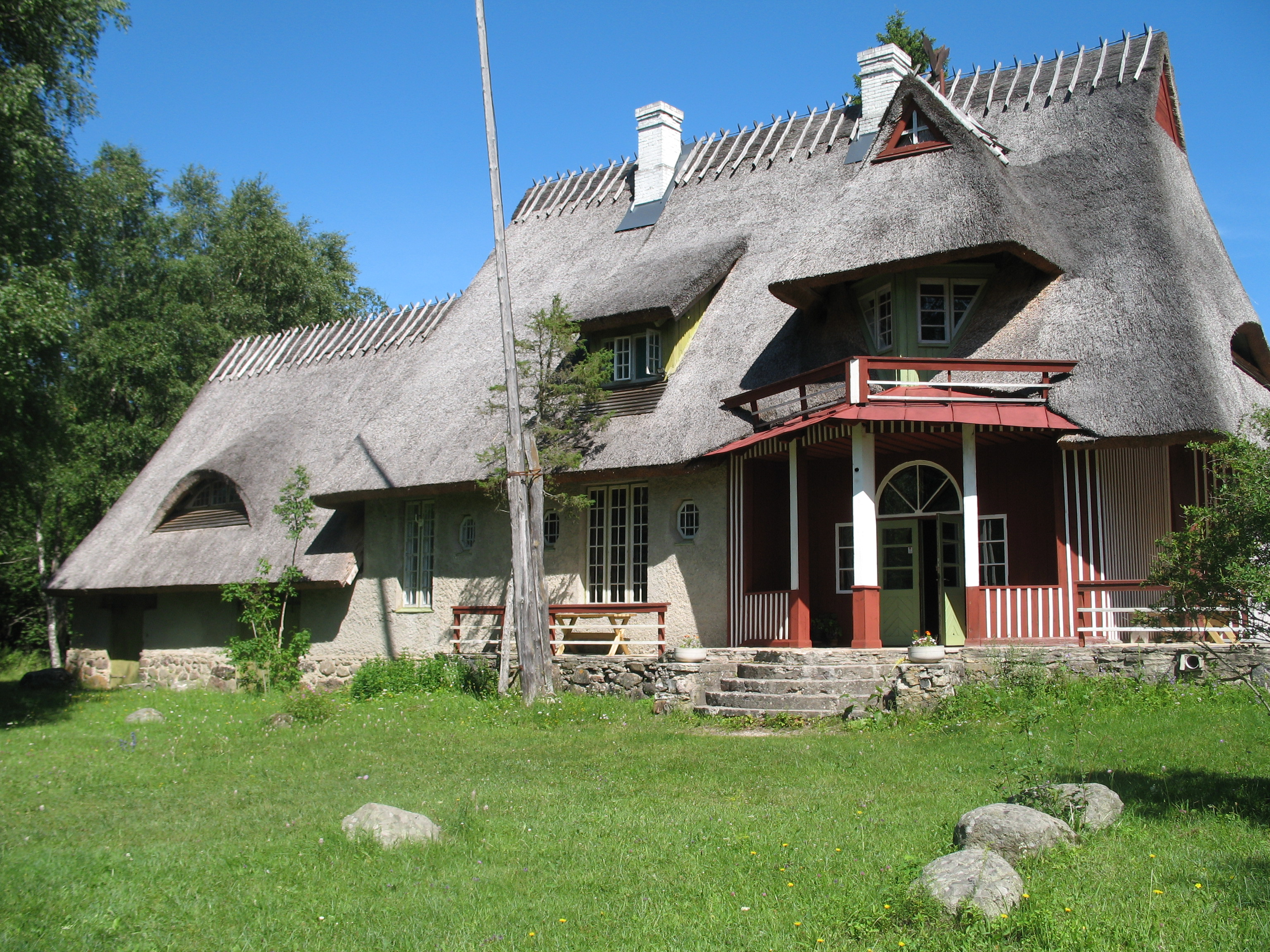
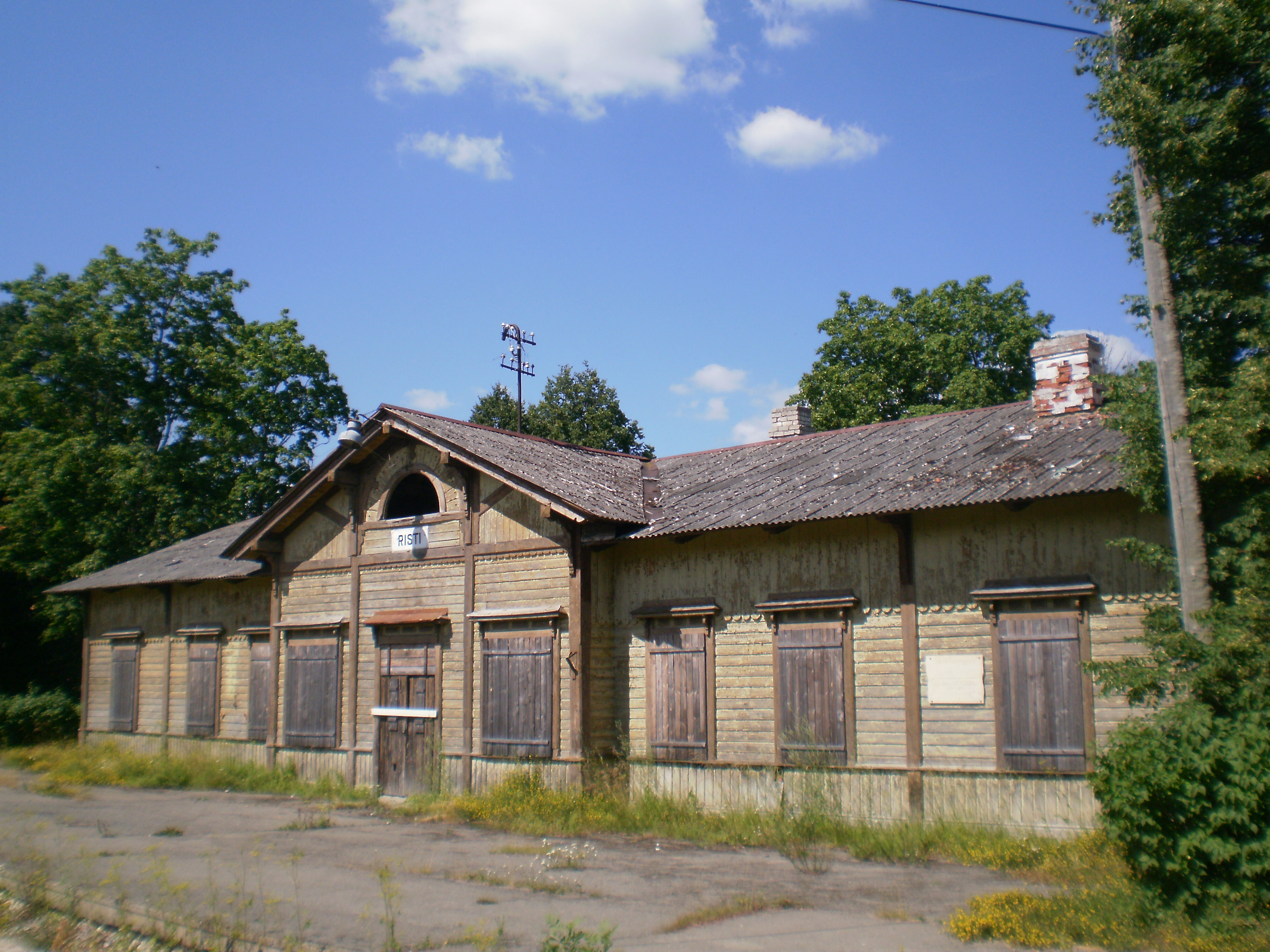
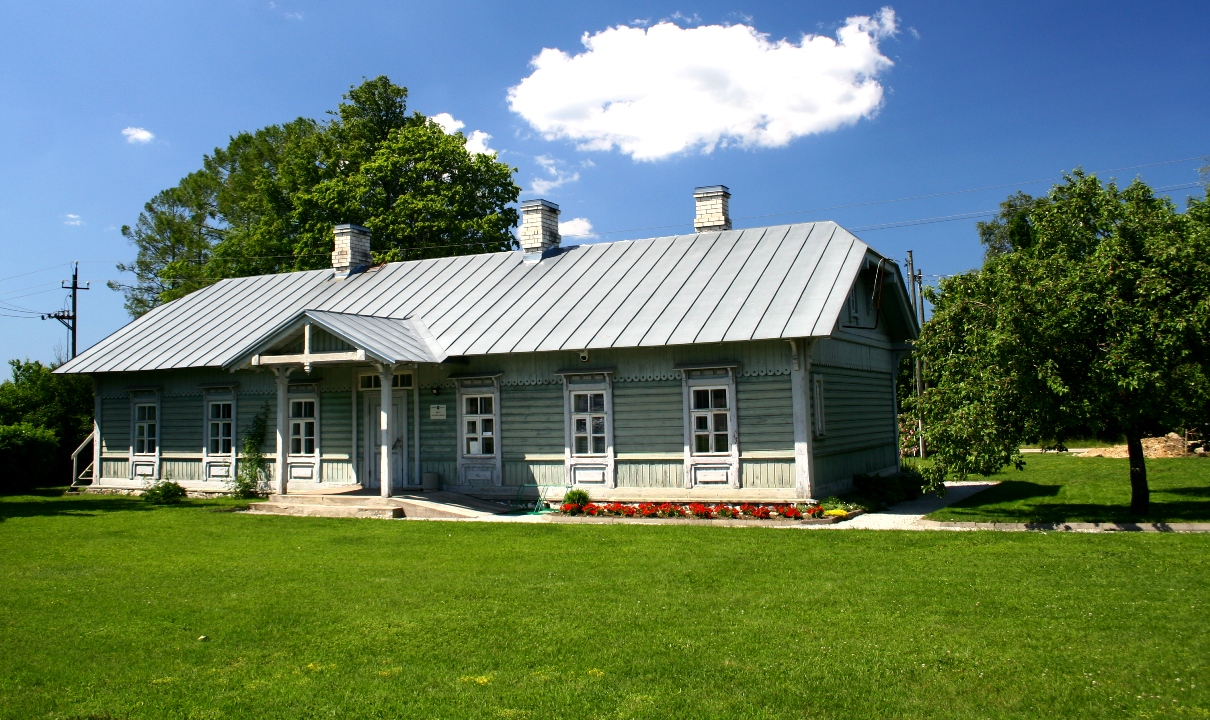
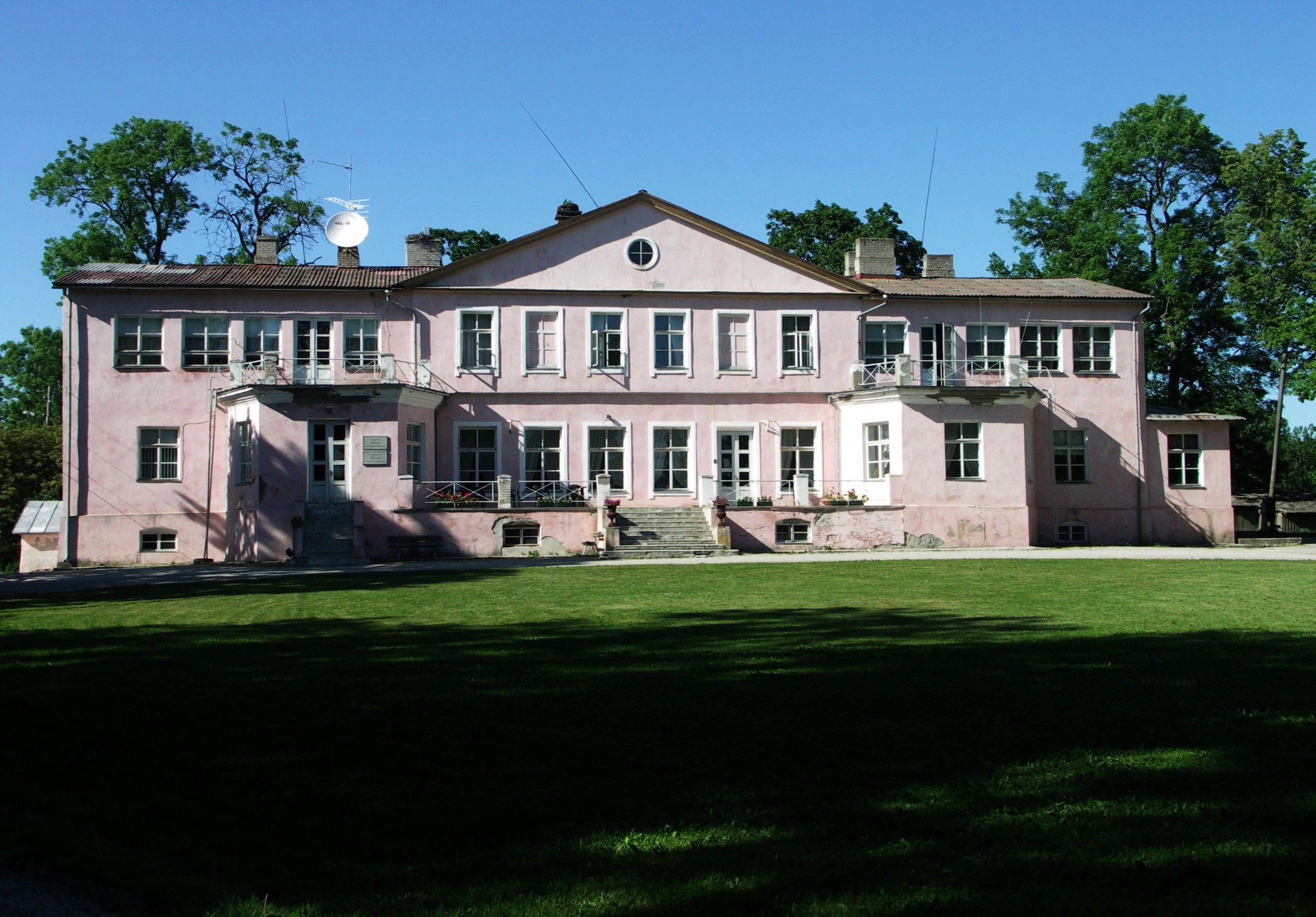